# Incident de Denshawai

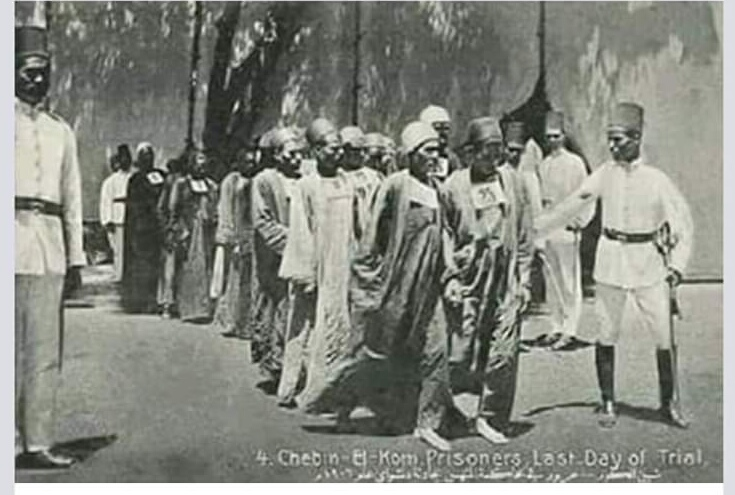
Les prisonniers de Denshawai au dernier jour du procès de Shibin El Kom en 1906

L'incident de Denshawai est le nom donné à un différend survenu en juin 1906 entre des officiers de l'armée britannique et des habitants de Denshawai, en Égypte.
Cette affaire est survenue alors que Evelyn Baring, 1er comte de Cromer, était consul général d'Égypte après la guerre anglo-égyptienne de 1882, et exerçait sur le pays une tutelle de fait.
Il est considéré par certains historiens, comme Peter Mansfield (1928-1996) qui écrivit The British in Egypt (1971), comme un évènement marquant durant l'occupation britannique de l'Égypte . Bien que l'incident lui-même n'ait pas causé beaucoup de victimes, la réaction des officiers britanniques durant les évènements a eu un impact dans l'exacerbation du sentiment nationaliste chez les Égyptiens. Un musée dédié à la mémoire des victimes de ces évènements a été créé a cet effet : le musée historique de Denshway. L'évènement est encore un symbole de la lutte contre le colonialisme encore aujourd'hui en Égypte et au Moyen Orient : il est par exemple cité dans les communiqués d'Al-Qaïda

## L'incident
Le 13 juin 1906, un groupe d'officiers de l'armée britannique pratique, pour la troisième année consécutive, la chasse aux pigeons autour du village de Denshawai (aujourd'hui dans le gouvernorat  de Menufeya, à 75 kilomètres au nord-ouest du Caire, à 15 km de Shibin El Kom). Cela provoque la colère des villageois qui élevaient les pigeons et s'en nourrissaient. Une bagarre a éclaté et l'un des officiers britanniques a tiré avec son arme, blessant la femme d'un imam et mettent le feu à une ferme. Les villageois s'emparent de trois officiers et les immobilisent pour les remettre aux autorités, deux parviennent à s'enfuir. L'un d'eux parvient à rejoindre à pied le camp britannique, dans la chaleur intense de midi. Le second s'effondre sur la route menant au camp et est retrouvé mourant par les militaires sortis du camp au secours de leurs officiers, très probablement d'un coup de chaleur provoqué par plusieurs kilomètres de marche en plein soleil. Un villageois a, semble-t-il, essayé de l'aider, mais les soldats du camp, arrivant sur ces entrefaites, ont supposé qu'il avait tué l'officier et lui ont ouvert en deux la tête d'un coup de sabre.

## Répression
Préoccupés par la montée des sentiments nationalistes égyptiens contre l'occupation britannique, les autorités britanniques, (en l'absence de lord Cromer), ont opté pour une démonstration de force à l'encontre des instigateurs des incidents ayant causé la mort de l'officier britannique. Le lendemain de l'incident, l'armée britannique est arrivée, arrêtant cinquante-deux hommes dans le village, identifiés comme impliqués dans les incidents. Ils sont inculpés pour l'attaque que la justice coloniale estime préméditée.
Ils sont jugés lors d'un procès sommaire, dans un tribunal colonial où siègent trois juges britanniques et deux égyptiens, et présidé par Boutros Ghali Pacha. Ce tribunal juge sans appel. Les avocats ont des plaidoiries qui sont similaires à l'accusation, et les paysans, méprisés autant par les colons que par les élites égyptiennes, ne sont soutenus ni par les nationalistes ni par les indépendantistes.
Quatre hommes sont reconnus coupables du meurtre de l'officier décédé et sont condamnés à mort. Deux autres sont condamnés à la réclusion à perpétuité ; vingt-six villageois ont reçu diverses peines de travaux forcés et ont été fouettés. L'un des condamnés à mort, Hassan, est pendu devant sa maison et devant sa famille, ce qui était inhabituel dans les cérémonies d'exécution des peines capitales.

## Suites
La dureté des condamnations et leur mode d'application suscite l'indignation de la population, et la presse égyptienne nationaliste la dénonce comme particulièrement cruelle en vilipendant le procès comme un « symbole pur et simple de la tyrannie » (notamment Al Liwa de Kamil Pacha). Les journaux anglophones et francophones d'Égypte se font aussi l'écho de l'affaire, ainsi que quelques journaux européens comme Le Figaro ou le New York Times. Finalement, l'affaire remonte jusqu'au Parlement et le gouverneur d'Égypte, Lord Cromer, doit renoncer à son poste, mais avec les félicitations de la Chambre des communes qui lui attribue une récompense de plusieurs dizaines de milliers de livres sterling. La campagne pour les villageois toujours emprisonnés aboutit à leur libération en janvier 1908.
L'explication donnée par les Britanniques reflètent leurs peurs de dominants : ils y voyaient en effet la main des nationalistes égyptiens suscitant un djihad ; les élites égyptiennes y voyaient de leur côté la marque de l'arriération des fellahs qu'elles méprisent. L'incident est ensuite constamment rappelé comme un marqueur de la barbarie du colon britannique, jusqu'à être intégré dans un roman de Abd Al-Rahman Al-Râfi’i dans les années 1930.
Or, la chasse, notamment aux oiseaux mais aussi au renard, était pratiquée par les Européens comme un sport aristocratique, sans considération pour les impacts sur la population locale et sur les usages, ni pour les cultures qu'ils piétinent allègrement. Or la fiente des pigeons était utilisée comme engrais pour les cultures de courge. La chasse au héron garde-bœufs, confondu avec l'ibis antique, aboutit à la prolifération d'insectes menaçant les cultures de coton, et à l'imposition d'une corvée pour les éliminer à la main. Les paysans contestaient donc depuis des décennies ces pratiques occidentales et coloniales.

## Dans la culture
Cinquante ans plus tard, le journaliste égyptien Mohamed Hassanein Heikal prononça cette phrase : « Les pigeons de Denshawai sont retournés se percher à la maison », à propos de l'issue de la crise de Suez en 1956.
"The Hanging of Zahran" (Les pendus de Zahran) est un poème de Salah Abdel Sabour inspiré de l'incident. Nagui Riad tira le film Friend of Life de ce poème.
"27 June 1906, 2:00 pm" est un poème de Constantine P. Cavafy, qui commence par ces vers : "Quand les Chrétiens prennent et pendent/ l'innocent garçon de dix-sept ans/ sa mère qui à côté de l'échafaud/ s'était traînée..."
Le Denshway Museum a été inauguré en juillet 1999, en mémoire des victimes de ces évènements.

## Sources
1. ↑  Encyclopaedia Britannica : Dinshaway Incident
2. 1 2 3 4 5 6 7 8 9 10 11  Dider Inowlocki, « Égypte, 1906. Dinshawây ou les résistances paysannes oubliées », Orient XXI, 29 août 2023.
3. ↑  S. CHIFFOLEAU, A.-C. DE GAYFFIER-BONNEVILLE, N. NEVEU, A.-L. TURIANO, M. REY, M.-N. TANNOUS et al., Le Moyen-Orient 1876-1980, Atlande, 2017, p.99

- (en) Cet article est partiellement ou en totalité issu de l’article de Wikipédia en anglais intitulé « Denshawai incident » (voir la liste des auteurs).